# Raul Gardini
Pour les articles homonymes, voir Gardini.
 (novembre 2015).
Raul Gardini, né le 7 juin 1933 à Ravenne, mort le 23 juillet 1993 à Milan, est un homme d'affaires italien.

## Biographie
Né dans une famille de riches agriculteurs du nord de l’Italie, il épouse la fille aînée d'un grand industriel privé italien, Serafino Ferruzzi. La mort de son beau-père le propulse à la tête du groupe Ferruzzi. Il est l'artisan de la diversification et de l'expansion de celui-ci. Cependant, il se voit retirer la direction du groupe par la famille Ferruzzi qui lui reproche l'endettement du groupe, endettement qui était le résultat de son ambition de faire du groupe l'un des plus grands groupes de la chimie.
Durant ces années, il s'adonne régulièrement à sa passion de la voile, discipline qu'il avait découvert à l'âge de 12 ans. Il participe à de nombreuses courses, et fait construire ses propres bateaux, baptisés Il Moro di Venezia, dont le 1er participe à l'édition de 1979 du Fastnet qui voit la mort de 18 marins. Avec le maxi Il Moro di Venezia II, il termine second au championnat du monde 1985. Puis, en 1988, il remporte le championnat du monde des Maxis avec le troisième Il Moro.
Après avoir pourtant affirmé que « En Italie, nous n'avons ni les hommes ni les moyens d'espérer la remporter », il se lance dans l'aventure de la Coupe de l'America avec la ferme intention de la remporter, son ambition étant d'être un defender et non un challenger. Il participe à Coupe Louis-Vuitton 1988 à San Diego. En 1991, à San Diego, son bateau remporte le championnat du monde des Class America avec Paul Cayard à la barre. La victoire lors de l'édition de 1992  de la Coupe Louis-Vuitton avec Il Moro di Venezia V (ITA-25), alors que les italiens étaient menés par 4 victoires à 1 par les néo-zélandais, puis 3 à 1 la suite d'une réclamation, lui offre le droit d'affronter le defender américain, America³. Le defender américain conserve toutefois son trophée, remportant la victoire par 4 régates à 1.
En juillet 1993, il se suicide à la suite de la publication des accusations portées contre lui par son successeur à la direction du groupe Ferruzzi (it), qui aurait révélé à la justice italienne l'existence d'une caisse noire servant au financement de partis politiques.

## Palmarès
- Finaliste de la Coupe de l'America 1992
- Vainqueur de la Coupe Louis-Vuitton 1992